# Ruth Bondyová
Ruth Bondyová (* 19. června 1923 Praha – 14. listopadu 2017 Ramat Gan) byla izraelská novinářka, spisovatelka a překladatelka českého původu. Vlastní tvorbu psala hebrejsky i česky, do hebrejštiny přeložila celkem přes čtyřicet českých knih, několik jejích hebrejských knih bylo přeloženo do češtiny.

## Mládí
Narodila se v Praze jako dcera Josefa a Františky Bondyových. V roce 1939 se zapojila do sionistického hnutí mladých pod vedením Jakoba Edelsteina. Za války prošla koncentračním táborem Terezín a v Osvětimi Terezínským rodinným táborem. V červnu 1944 byla Ruth Bondyová převezena z Osvětimi na odklízení trosek v německém Hamburku, kde onemocněla tyfem. Konec války ji zastihl v Bergen-Belsenu. Po válce si našla práci u agentury United Press jako překladatelka z angličtiny. V roce 1948 se přihlásila do československé brigády na pomoc Izraeli.

## V Izraeli

### Život
Do Izraele odjela na konci roku 1948, do Jaffy dorazila 31. prosince 1948.
Byla dvakrát vdaná, poprvé za JUDr. Honzu Dov Barneye (původním jménem Jan Brammer, *1916 Uherský Brod); podruhé se provdala roku 1954 za novináře Raphaela Bashana – Blumensteina (1930-2001), s nímž měla dceru Tal Bashan, která se stala rovněž novinářkou. Žila ve městě Ramat Gan v Tel Avivské aglomeraci.

### Činnost
V Izraeli je více známá jako novinářka, která měla v páteční příloze jednoho z nejčtenějších deníků Davar svoji pravidelnou rubriku. Ruth Bondy za svou práci novinářky dostala v Izraeli několik vyznamenání, byla první ženou – novinářkou, které byla udělena v Izraeli prestižní Sokolovova cena.

### Vlastní tvorba
- Mission survival: the poeople of Israel’s story in their own words: from the threat of anihilation to miraculous Victory; sborník statí, editoři Ruth Bondy, Ohad Zmora a Raphael Bashan. New York: Sabra Books, 1968.
- The Israelis: Profile of a People; překlad z hebrejštiny Israel I. Taslitt, New York: Funk and Wagnalls, 1969
- The Emissary: A Life of Enzo Sereni; překlad z hebrejštiny Shlomo Katz; doslov Golda Meirová, Boston: Little, Brown, 1972
- Face of a People; ed. David Pedahzur; foto Micha Bar-Am; překlad z hebrejštiny Malka Jagendorf a Lily Cohen. Ramat-Gan: Massada Publishers 1978
- Elder of the Jews: Jakob Edelstein of Theresienstadt; překlad z hebrejštiny Evelyn Abel, New York: Grove Press, 1989
- Na křižovatce kultur: historie československých Židů; red. Natalia Bergerová; přeložili Luba a Rudolf Pellarovi; předmluva Eli Ejal, Hanuš Z. Weigl. Praha: Mladá fronta 1992
- Mehr Glück als Verstand. Autobiografie; překlad z hebrejštiny Markus Lemke, Gerlingen: Bleicher Verlag 1999 (česky:
- Víc štěstí než rozumu; přeložila Jindřiška Zajíčková. Praha ARGO 2003)
- Jakob Edelstein, z anglického vydání převedla Lucie Lucká; Praha: Sefer 2001
- Mezi námi řečeno: jak mluvili Židé v Čechách a na Moravě; ilustrace: Jiří Slíva, Praha: Nakladatelství F. Kafky, 2003
- Rodinné dědictví: jména Židů v Čechách a na Moravě; ilustrace: Jiří Slíva, Praha: Nakl. F. Kafky, 2006
- Boží hody: jak jedli Židé v Čechách a na Moravě; ilustrace: Jiří Slíva, Praha: Nakl. F. Kafky, 2008
- Drobné útěchy; přeložily Lenka Bukovská a Mariana Fisher. Praha: ARGO 2008
- Trapped: Essays on the History of Czech Jews, 1939-1943; překlad z hebrejštiny Chaya Naor, Jerusalem: Yad Vashem, 2008
- Potulné kořeny, ilustrace: Jiří Slíva, Praha: Nakl. F. Kafky, 2010
- Enzo Sereni: l’emissario; překlad do italštiny Sarah Kaminski, Maria Teresa Milano, Aosta: Le château (Ebraica), 2012

### Překlady
Do hebrejštiny přeložila knihy Karla Čapka, nebo Zahradníkův rok bratří Čapků, Bohumila Hrabala, Dobrého vojáka Švejka od Jaroslava Haška, knihy raného Milana Kundery, Arnošta Lustiga, také Hovory s Janem Masarykem, Život s hvězdou Jiřího Weila, nebo Fimfárum Jana Wericha.

## Hrob
Je pohřbena v Givat Haim – Ihud, HaSharon, Center District.